# Franz Breit

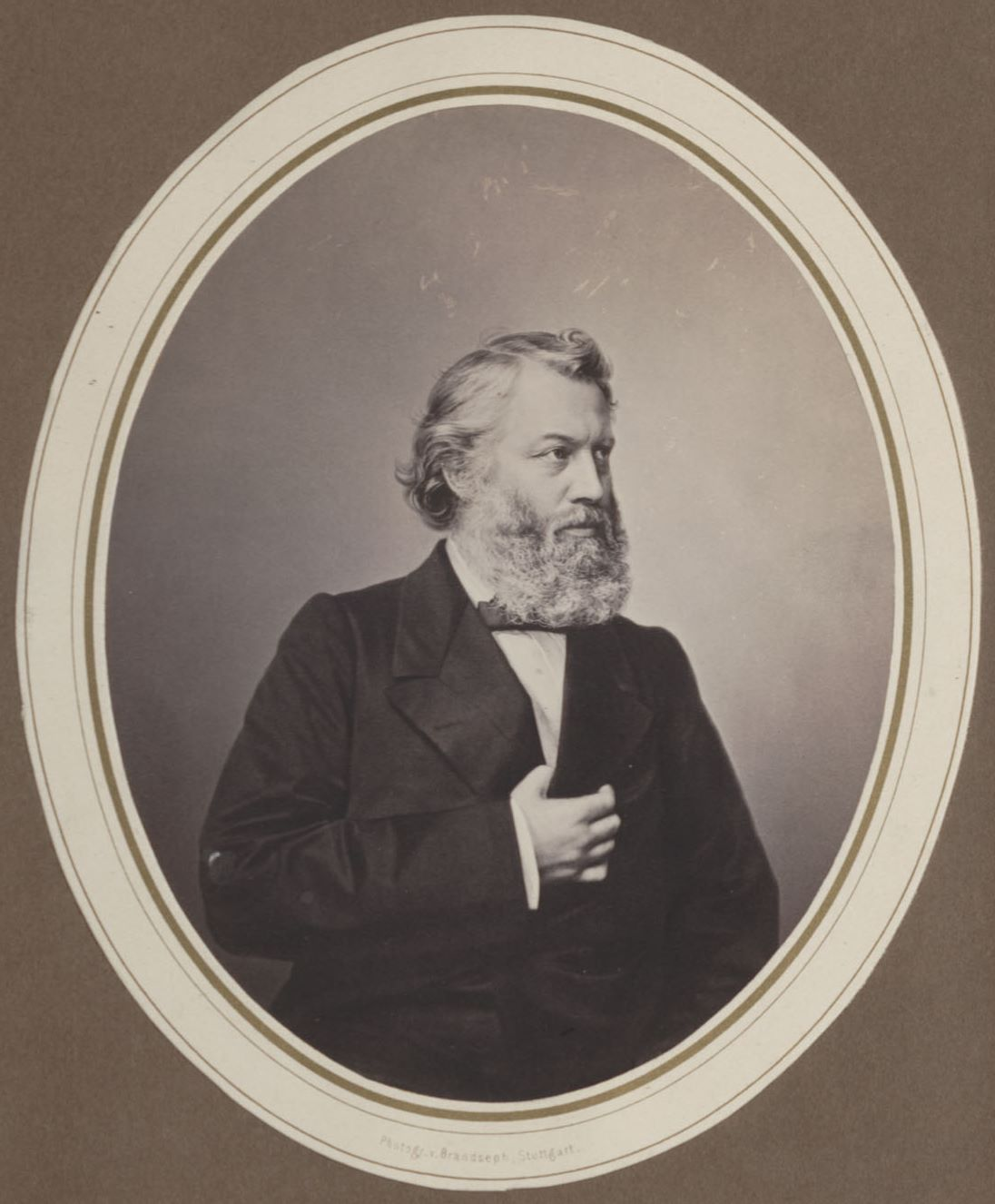
Franz Breit auf einem Foto von Friedrich Brandseph, 1860er Jahre

Franz Breit (* 1. Juli 1817 in Mieders bei Innsbruck; † 17. August 1868 in Tübingen) war ein deutscher Gynäkologe und Professor an der Universität Tübingen.

## Leben
Franz Breit ging auf das Gymnasium in Hall in Tirol und studierte 1835 bis 1836 Philosophie in Innsbruck sowie Medizin in Wien, Prag und Padua. Er promovierte 1842 und 1843 in Wien zum Doktor der Medizin, Chirurgie und Geburtshilfe. Er wurde 1844 Assistent der geburtshilflichen Klinik der Universität Wien und blieb in dieser Stellung bis 1847, als er zum Assistenzarzt der geburtshilflichen Klinik in Tübingen und zum außerordentlichen Professor der Universität Tübingen ernannt wurde. Im Jahr 1849 wurde er Ordinarius und Vorstand der geburtshilflichen Klinik. Er war ein geschätzter Praktiker und wurde deshalb nicht nur in Tübingen, sondern auch in dessen Umgebung bei schwierigen Fällen beigezogen und genoss das größte Vertrauen. 1863 erhielt er durch das Ritterkreuz der württembergischen Krone den persönlichen Adel. Sein Porträt hängt in der Tübinger Professorengalerie.

## Veröffentlichungen
Er veröffentlichte nur kleinere Abhandlungen: Im Archiv für physiologische Heilkunde von Wilhelm Roser und Karl Reinhold August Wunderlich, Jahrgang 1848, gibt es drei geburtshilfliche Abhandlungen:
- Eine neue Modification des Kephalotribos (Berichtigung: Kephalotribes) nebst Bemerkungen über Kephalotripsie und Perforation
- Ueber die Wendung des Kindes auf den Kopf
- Zwei Beckenmesser.

Außerdem wurden drei unter seinem Präsidium vorgelegte Dissertationen verfasst:
- Ueber die Krankheiten der »symphysis ossium pubis«, 1854
- Ueber den Einfluß der Eierstockgeschwülste auf Conception, Schwangerschaft, Geburt und Wochenbett, 1861
- Beobachtungen über Operationen mit der Zangensäge nach Van Huwel (Berichtigung: Huevel), 1859